# Jamie Lewis
Jamie Lewis (Carmarthen, 1991. november 8. –) walesi dartsjátékos, 2009-től 2011-ig a British Darts Organisation, majd 2011-től a Professional Darts Corporation tagja. Beceneve "Fireball".

## Pályafutása
Lewis 2009-ben megnyerte a World Masters és WDF-világkupa ifjúsági rendezvényeit. Egy év múlva a World Masters legjobb huszonnégy versenyzőjének mezőnyében 3–2-re kapott ki Ted Hankeytől, míg a 2011-es WDF-világkupa elődöntőjében Martin Adams búcsúztatta 6–3-as szettaránnyal.
2012 januárjában Lewis sikeresen megszerezte a PDC Tour-kártyáját a PDC Pro Tour-on nyújtott teljesítményével. Ez lehetővé tette számára, hogy részt vegyen a jövő évi UK Open kvalifikációs versenyén és az európai tornákon. A 2012-es UK Openen legyőzte Steve Farmert és Mark Stephensont, mielőtt a második fordulóban Pete Hudson kiejtette volna. Az év során kétszer is diadalmaskodott a 23 év alattiaknak kiírt sorozat, a Youth Tour egy-egy állomásán. Negyedik helyen végzett a 2012-es Youth Tour Order of Merit-en és kvalifikálta magát a 2013-as világbajnokságra. Ott már a selejtezőben kikapott Lourence Ilagantől 3–1-re, a világranglistán azonban így is feljött a 68. helyre. Első döntőjét a 2013-as PDC Pro Touron játszotta, ahol többek közt Robert Thorntont és Steve Brownt is búcsúztatta. A döntőben sima vereséget szenvedett a tizenhatszoros világbajnok Phil Taylortól. Az év hátralévő részében legjobb eredménye két negyeddöntő volt, ahol Mensur Suljovićtól és Jamie Robinsontól kapott ki.

### 2014
A ProTour ranglistája szerinti helyezésével ő volt a harmadik legmagasabban jegyzett selejtezős játékos a 2014-es világbajnokság előtt. Lewis az ötszörös világbajnok Raymond van Barnevelddel játszott az első fordulóban és végül sima 3–0-s vereséget szenvedett. Az év során 28 helyet javított a világranglistán és feljött a negyvenedik helyre. 2014 februárjában Lewis karrierjének második Pro Tour döntőjében átlépte a 108,07-es körátlagot, előtte pedig 6–4-re verte az elődöntőben a holland Michael van Gerwent. A döntőben nem tudta megismételni teljesítményét, Brendan Dolan 6–1-re győzte le.

### 2015
James Wade ellen a 2015-ös világbajnokság első fordulójában 141-es és a 125-ös átlagot ért el az első két szettben, de ezt követően játéka visszaesett és végül 3–1-re elveszítette a mérkőzést. A 2015-ös Gibraltar Darts Trophy-n az elődöntőben Michael van Gerwentől szenvedett 6–1-es vereséget. Ekkorra a második számú walesi játékossá nőtte ki magát, így Mark Webster oldalán részt vett a csapat világbajnokságon, ahol meglepetésre már az első körben kikaptak Hongkongtól. Ebben az évben a PDC Pro Tour egyik állomásán megdobta élete első kilencnyilas kiszállóját, míg a World Matchplay-en megverte Justin Pipe-ot, majd a második körben kikapott Michael van Gerwentől.

### 2016
A 2016-os világbajnokság első fordulójában 3–1-re kapott ki Daryl Gurney-től. A UK Openen egészen az elődöntőig jutott. A harmadik fordulóban Stephen Buntinggal játszott szoros találkozót és nyert végül 9-8-ra, míg az elődöntőben szintén kiélezett mérkőzésen kapott ki 6–5-re Alan Norristól.

### 2017
A 2017-es világbajnokságon az első fordulóban 3–2-es győzelmet aratott Mick McGowan ellen, így ötödik próbálkozásra bejutott a torna második körébe. Ott Peter Wright 4–0-ra győzte le.

### 2018
Lewis nem szerzett jogot a PDC Pro Tour versenyein a 2018-as világbajnokságon való indulásra, azonban a Milton Keynesben megrendezett kvalifikációs versenyen kiharcolta a részvételi jogot. Ott a selejtezőből indulva először Kenny Neyenst, majd honfitársát, Jonny Claytont győzte le. Ezt követően a második fordulóban visszavágott Peter Wrightnak és a torna egyik legnagyobb meglepetését okozva elbúcsúztatta a második helyen kiemelt skótot. A következő körben James Richardsont múlta felül,  majd a negyeddöntőben szettveszteség nélkül jutott túl Darren Websteren. Richardson és Webster legyőzésével ő lett az első olyan játékos, aki negyeddöntőbe, majd elődöntőbe jut a világbajnokságon, a selejtezőkből indulva. Az elődöntőben 6–1-es vereséget szenvedett az utolsó tornáján szereplő Phil Taylortól.

### 2020
Szeptemberben úgy nyilatkozott, hogy az év végével befejezi pályafutását, hogy családjára és magánéletére összpontosíthasson. A hónap végén kisebb kihagyást követően versenyzett újra és a PDC European Tour-sorozat negyedik fordulójában csak 57,72-es átlagot dobva 6–0-s vereséget szenvedett a német Robert Marijanovićtól. November végén az utolsó vb-kvalifikációs versenyen Robert Thorntont győzte le, ezzel kiharcolta a 2021-es PDC-dartsvilágbajnokságon való szereplés jogát. Itt a második körben kapott ki honfitársától, Gerwyn Pricetól.

## Világbajnoki szereplései

### PDC
- 2013: Selejtező kör (vereség  Lourence Ilagan ellen 3–4)
- 2014: Első kör (vereség  Raymond van Barneveld ellen 0–3)
- 2015: Első kör (vereség  James Wade ellen 1–3)
- 2016: Első kör (vereség  Daryl Gurney ellen 1–3)
- 2017: Második kör (vereség  Peter Wright ellen 0–4)
- 2018: Elődöntő (vereség  Phil Taylor ellen 1–6)
- 2019: Negyedik kör (vereség  Dave Chisnall ellen 0–4)
- 2021: Második kör (vereség  Gerwyn Price ellen 2–3)

### WDF
- 2023: Első kör (vereség  Jarno Bottenberg ellen 0–2)

## Döntői

### PDC European Tour-versenyek: 1 döntős szereplés
| Legend      |
| ----------- |
| Egyéb (0–1) |

| Eredmény | Sorszám | Év   | Bajnokság              | Ellenfél a döntőben | Pontok  |
| Döntős   | 1.      | 2013 | Gibraltar Darts Trophy | Phil Taylor         | 1–6 (l) |

1. ↑  (l) = pontszám legekben, (sz) = pontszám szettekben.

## Tornagyőzelmei
| PDC Challenge Tour - PDC Challenge Tour: 2013 PDC PDC Development Tour - PDC Development Tour: 2012 (x2), 2015 | - Antwerp Open: 2022 - Welsh Classic: 2010 - World Youth Masters: 2009 |